# Сталкер
„Сталкер“ (на руски: Сталкер) е филм от 1979 г. на руския (съветски) режисьор Андрей Тарковски. Филмът е създаден по мотиви на научнофантастичната повест „Пикник край пътя“ на писателите фантасти Аркадий и Борис Стругацки.

## Сюжет
Внимание:  Текстът по-долу разкрива сюжета на произведението (или части от него)!
В района на неголямо селище преди двадесет години е паднал метеорит, причинявайки малък Апокалипсис. Започват да се разпространяват слухове за странни явления в мястото на катастрофата. Изчезват безследно хора. Военните изпращат свое подразделение, което не се завръща никога. Тогава те ограждат „Зоната“ и поставят часови около нея. Нищо обаче не може да спре любопитните. Разнася се мълва за особено място, наречено „Стаята на желанията“. Според фолклора на „Зоната“, ако някой успее да преодолее коварните ѝ капани и се добере до „Стаята“, желанията му ще се сбъднат. Авантюристи, отчаяни хора или такива, търсещи просто силни усещания, се стремят да проникнат в нея. Техни водачи са сталкерите.
Мисията на сталкера е да води хората в „Стаята“. Той не бива да има користни цели, нито може сам да се възползва от чудото. Неговото щастие е да прави другите щастливи. В замяна на това рискува живота си и пренебрегва семейството си.
Писателя и Професора са двама души, пожелали да проникнат в „Зоната“. Първият е в творческа криза. Обезверен и циничен към всичко, той не се отнася особено сериозно и към това приключение. Вторият е спокоен, неразговорлив и мрачен човек, чийто мотив да търси помощ от „Стаята“ е неясен. Писателя скоро влиза в конфликт с водача си, който напразно му обяснява, че мястото е извънредно сложна система от клопки, положението на които се мени непрекъснато. Скептикът се съмнява във всичко: в „Зоната“, в „Стаята“, в капаните и дори в почтеността на сталкера. За разлика от него Професора гледа на всичко доста по-сериозно, но всъщност е и по-опасен. Когато след множество изпитания тримата се добират до входа на вълшебното място, се оказва, че ученият носи в раницата си взривно устройство. Той смята, че феноменът представлява заплаха за човечеството. Какво би станало, ако някой самозван диктатор реши да го използва, за да прекрои света според своите разбирания? Сталкерът не може да попречи на Професора, още повече, че Писателя застава на негова страна. Но унищожаването на „Зоната“ би отнело и последната надежда на много хора. Защото тя не наказва лошите и не пропуска добрите, смята водачът, а избира да помогне на онези, на които вече нищо не им е останало. В крайна сметка Професора се отказва от плана си. Двамата с Писателя обаче няма да посмеят да престъпят прага на „Стаята“. Може би им липсва кураж, а може би не знаят какво да поискат. Изглежда, че на сталкера не му остава друго, освен да се съвземе от разочарованието си и да поведе следващата група.

## За филма
В разрез с представите за фантастично кино, в „Сталкер“ липсват скъпи декори (за разлика от „Соларис“) и специални костюми. Филмът е почти напълно лишен дори от технически ефекти. Това отговаря на разбиранията на Тарковски, че за да е убедителен фантастичният филм, всичко в него трябва да изглежда делнично и обикновено. От сценария на братя Стругацки (търпял многократно коренни промени) са отстранени всички подобни елементи. Снимките започват през пролетта на 1977 г. Епизодите в квартирата на сталкера са заснети в построен за целта павилион. След като Тарковски дълго търси подходящо място, за декор на снимките от „Зоната“ е избрана изоставена електроцентрала в Естония.
Подобно на „Соларис“ и тук на режисьора му се налага да работи с черно-бяла лента, поради недостиг на цветна.
Епизодите, заснети с различни ленти, са така умело подбрани и комбинирани, че недостатъкът е превърнат в мощно художествено изразно средство. За впечетляващата визия на филма е важен фактът, че Тарковски сам поема ролята на художник-постановчик. Той акцентира на контраста между черно-белия индустриален пейзаж извън „Зоната“, избуялата пищна растителност в нея и порутената и пропита със стичаща се вода сграда, в която се намира „Стаята“.
Първият вариант на филма бил унищожен при промиване на лентата. Впоследствие Тарковски заснима втори, който силно се различава от началния. Според друга версия, режисьорът бил крайно недоволен от първия вариант и направил презаснемане на целия филм.
Във филма са използвани стихове на поетите Фьодор Тютчев и Арсений Тарковски. Стихотворението на последния „Только етого мало“, сталкерът рецитира във втората част на филма, малко преди героите да се отправят към „Стаята“.
Работното заглавие на филма е „Машината на желанията“. Този термин използва професор Пилман, герой от повестта на братя Стругацки, за да обозначи мистериозния обект, за който се смята, че изпълнява желания. В „Пикник край пътя“ той е описан като златисто кълбо.
Първоначално ролята на жената на сталкера била определена за съпругата на Тарковски, Лариса Тарковска. Впоследствие тя била заменена от Алиса Фрейндлих.

## Актьори и персонажи
- Александър Кайдановски – сталкерът
- Анатолий Солоницин – Писателя
- Николай Гринко – Професора, учен-физик (озвучен от Сергей Яковлев)
- Алиса Фрайндлих – съпруга на сталкера
- Наташа Абрамова – Мартишка (в превод от руски: Маймунката), дъщеря на сталкера

## Екип
- Сценарий – Аркадий и Борис Стругацки, Андрей Тарковски
- Режисьор – Андрей Тарковски
- Оператор – Александър Княжински
- Композитор – Едуард Артемиев
- Звукорежисьор – Владлен Шарун
- Художник-постановчик – Андрей Тарковски
- Художник на костюмите – Нели Фомина
- Грим – В. Лвов
- Монтаж – Людмила Фейгинова
- Продуцент – Александра Демидова

## Награди
- 1980 г. – Награда „Голямата награда на журито“ за Андрей Тарковски от Международния кинофестивал в Кан.
- 1980 г. – Награда „Лукино Висконти“ за Андрей Тарковски от конкурса „Давид“ на Донатело, Италия.
- 1981 г. – Награда ФИПРЕСИ на II Международен кинофестивал за научнофантастични филми, Мадрид, Испания.
- 1981 г. – Награда на критиката на Международния кинофестивал в Триест, Италия.
- 1983 г. – Награда „Специална награда на журито“ за Андрей Тарковски от Фантаспорто (Fantasporto), Международен фестивал на киното в град Порто, Португалия.

## Номинации
- 1983 г. – Номинация за „Международна награда за фантастичен филм“ от Фантаспорто (Fantasporto), Международен фестивал на киното в град Порто, Португалия.